# Waco Aircraft Company
La Waco Aircraft Company fu un'azienda aeronautica statunitense con sede nella città di Troy, Contea di Miami nello stato dell'Ohio ed è stata in attività dal 1919 al 1947, con un breve ed infruttuoso tentativo di rinascita negli anni sessanta.

## Storia

### Origini
La compagnia nacque come Weaver Aircraft Company of Ohio (WACO) dal nome del suo principale fondatore, ma l'acronimo non voleva riferirsi alla città di Waco nel Texas, ma al campo di volo di Waco Field a Troy, nei cui pressi fu poi stabilita la fabbrica. Dopo l'uscita di Weaver dalla società, questa fu brevemente denominata Advance Aircraft Company, ma la sigla WACO era ormai entrata nell'uso, per cui verso il 1928 la società prese il nome definitivo di Waco Aircraft Company.
La società, partendo inizialmente dalla produzione di aerei derivati dall'onnipresente Curtiss JN-4, si specializzò nella costruzione di velivoli biplani per uso civile dalle caratteristiche avanzate per l'epoca, robusti e dalle buone prestazioni, ottenendo un crescente successo. Decine di diversi modelli vennero via via prodotti, totalizzando nel tempo migliaia di esemplari, tanto che alla fine degli anni trenta le tre linee principali di modelli, ovvero biplani ad abitacolo aperto, biplani a cabina di pilotaggio chiusa e sesquiplani a cabina chiusa, questi ultimi denominati dalla ditta Custom Cabins, erano tra le più vendute del mercato statunitense degli aerei leggeri ed i Waco erano senz'altro i biplani più diffusi. Tutti questi modelli potevano essere facilmente trasformati in idrovolanti, aumentandone la flessibilità d'impiego. Importanti furono anche le vendite in Canada, dove vennero molto apprezzate le loro caratteristiche di affidabilità e robustezza.

### Seconda Guerra Mondiale

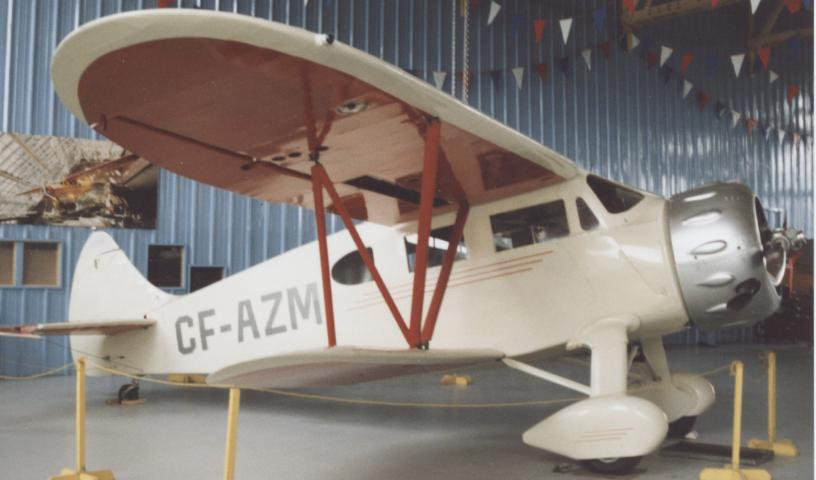
Waco EQC-6, esempio di Custom Cabin

Durante la seconda guerra mondiale la società produsse centinaia di addestratori per la formazione dei piloti e si cimentò con successo nella progettazione e costruzione di alianti per uso militare, il più noto ed utilizzato dei quali fu il Waco CG-4, che fu prodotto in quasi 14000 esemplari da ben sedici ditte diverse a partire dal 1942. Diversi velivoli inoltre vennero requisiti, alcuni dei quali ricevettero la denominazione militare C-72, ed utilizzati per gli scopi più disparati, compreso il pattugliamento armato antisommergibile da parte della Guardia Costiera e della Civil Air Patrol.

### Chiusura
Al termine della guerra la società, come molte altre, si trovò in serie difficoltà per la fine delle commesse militari e per avere il catalogo dei prodotti ormai non più al passo dei tempi. Tutte le risorse rimaste vennero utilizzate per la produzione di un monoplano monomotore dalle caratteristiche innovative, l'Aristocraft, con cui entrare nel mercato degli aerei da trasporto leggeri, ma l'insuccesso del progetto, di cui fu completato un solo prototipo a causa della mancata messa in produzione del motore sperimentale Franklin appositamente commissionato, portò la società al fallimento nel 1947.

### Tentativo di rinascita
Nei primi anni sessanta fu fatto un tentativo di far risorgere il nome ormai diventato leggendario con la produzione su licenza dell'aereo leggero SIAI-Marchetti S.205, ma anche questo alla fine si risolse con un nulla di fatto, per cui il marchio scomparve definitivamente nel 1965.

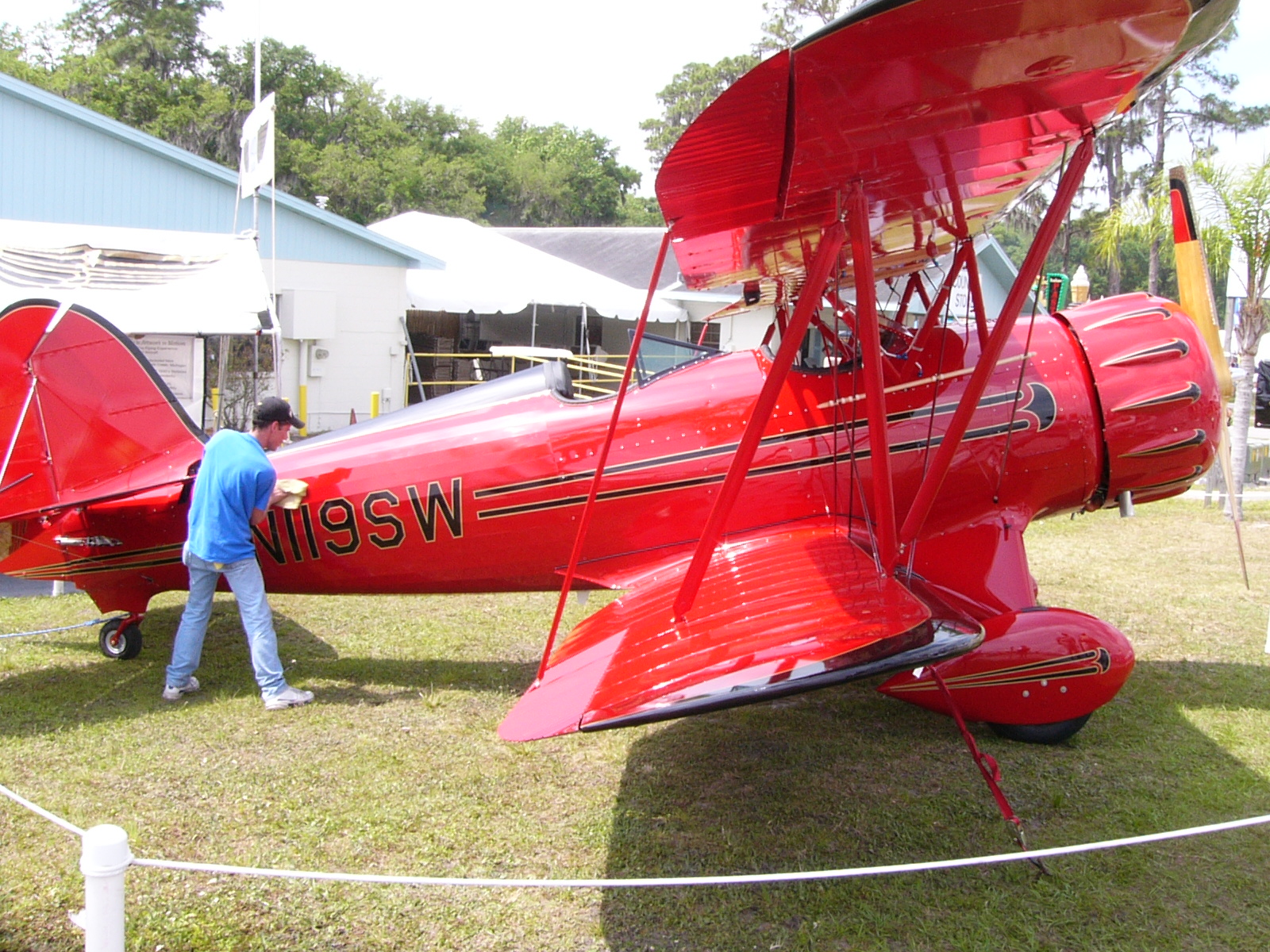
WACO Classic Aircraft YMF-F5C

Dopo il fallimento, i progetti in possesso della società furono inviati alla Biblioteca del Congresso degli Stati Uniti, per diventare di pubblico dominio, per cui dal 1986 una piccola società, autodenominatasi WACO Classic Aircraft e situata a Battle Creek (Michigan), ha ripreso la produzione in piccola serie del Waco YMF, uno dei modelli di biplano più noti e di maggior successo della ditta, prodotto per la prima volta nel 1934 ed usato anche come addestratore durante la seconda guerra mondiale, ovviamente aggiornandolo agli standard di sicurezza e costruzione attuali. Nonostante la produzione sia di pochi esemplari l'anno, nel tempo ha trovato un buon numero di appassionati, per cui il numero totale di velivoli consegnati al 2012 sfiora il centinaio. La società, come del resto anche altre, si occupa inoltre del restauro e della manutenzione di velivoli originali, dato che diverse decine di biplani Waco sono tuttora in condizioni di volo, oltre ai moltissimi conservati nei vari musei.